# Karl Wester

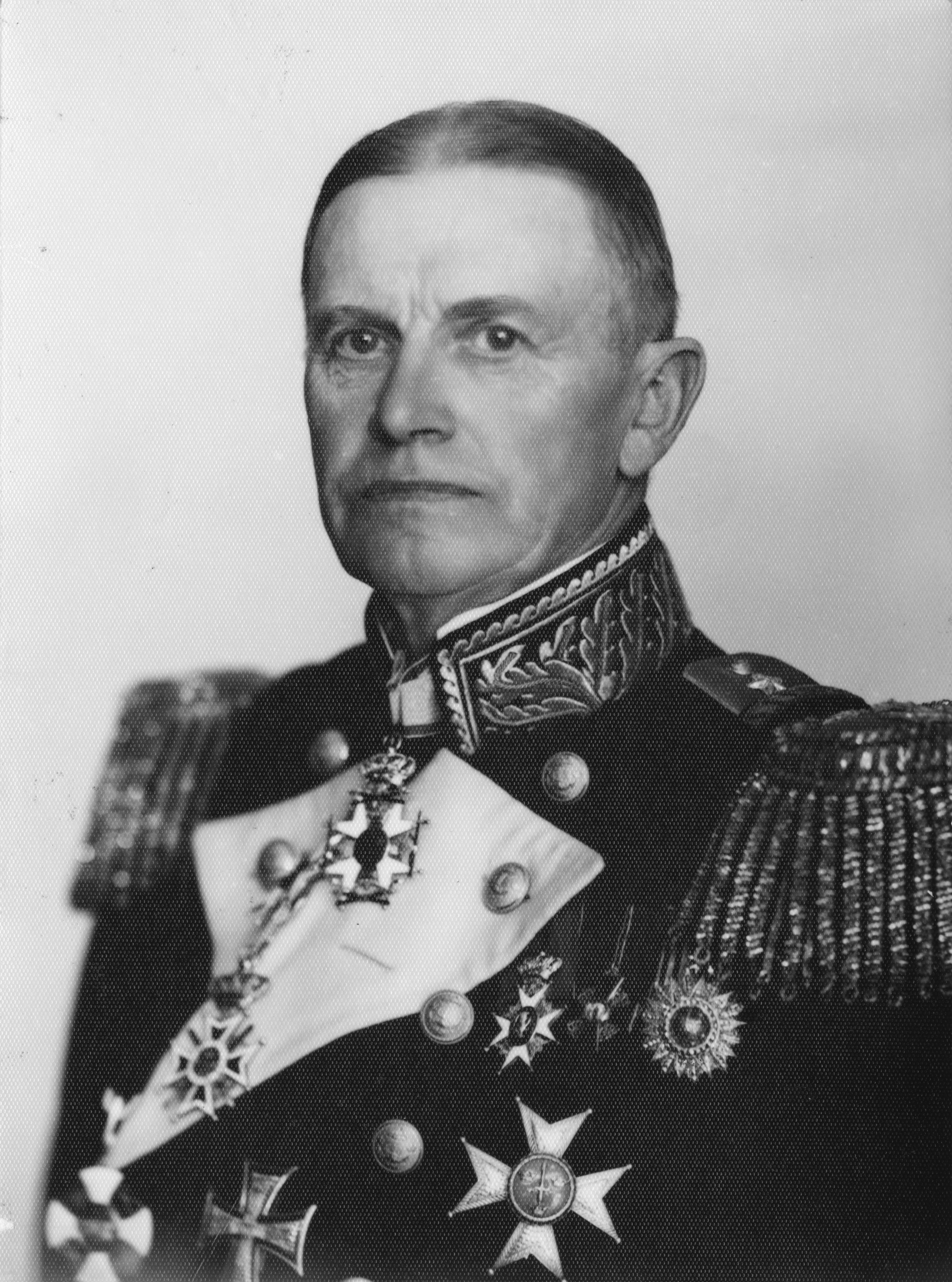
Karl Wester.

Karl Wester, född den 19 augusti 1871 i Bergs församling, Kronobergs län, död den 3 februari 1951 i Stockholm, var en svensk sjömilitär. Han var svärfar till Allan Kull.

## Biografi
Wester blev underlöjtnant vid flottan 1893, löjtnant 1896 och kapten 1902. Han var chef för artilleridepartementet på flottans varv i Stockholm 1914–1916, för marinförvaltningens artilleriavdelning 1917–1923 och för skolavdelningen 1919 och 1921–1923. Wester befordrades till  kommendörkapten av andra graden 1917, av första graden 1918 och kommendör vid flottan 1923. Han var varvschef vid flottans station i Stockholm 1923–1925 och varvschef vid flottans station i Karlskrona 1925–1931. Wester befordrades till konteramiral i marinen 1931. Han blev ledamot av krigshovrätten 1934. Han var ledamot av Sjöhistoriska museets nämnd 1932–1939 och ordförande i Marinens museinämnd. Han invaldes som ledamot av Örlogsmannasällskapet 1912 (hedersledamot 1931) och av Krigsvetenskapsakademiens andra klass 1921, av dess första klass 1931. Han vilar på Galärvarvskyrkogården i Stockholm.

## Utmärkelser

### Svenska utmärkelser
- Riddare av första klassen av Svärdsorden, 1914.
- Kommendör av andra klass av Svärdsorden, 1926
- Kommendör av första klass av Svärdsorden, 1929
- Riddare av Vasaorden, 1922.
- Kommendör av första klass av Nordstjärneorden, 1938.

### Utländska utmärkelser
- Kommendör av första graden av Danska Dannebrogorden.
- Kommendör med svärd av Nederländska Oranien-Nassauorden.
- Kommendör av Italienska Kronorden.
- Riddare av tredje graden av Ryska Sankt Annas orden.
- Kommendör av Tunisiska orden Nichan-Iftikhar.